# Яворово-Кольонія
Яворово-Кольонія (пол. Jaworowo-Kolonia) — село в Польщі, у гміні Завідз Серпецького повіту Мазовецького воєводства.
Населення — 121 особа (2011).
У 1975-1998 роках село належало до Плоцького воєводства.

## Демографія
Демографічна структура станом на 31 березня 2011 року:
|          | Загалом | Допрацездатний вік | Працездатний вік | Постпрацездатний вік |
| -------- | ------- | ------------------ | ---------------- | -------------------- |
| Чоловіки | 63      | 13                 | 40               | 10                   |
| Жінки    | 58      | 10                 | 30               | 18                   |
| Разом    | 121     | 23                 | 70               | 28                   |